# Agapanthia irrorata
Agapanthia irrorata — вид жесткокрылых из семейства усачей.

## Распространение
Распространён в Испании, Португалии, южной части Италии, Сардинии и в Северной Африке.

## Описание
Жук длиной от 13 до 23 мм. Время лёта с апреля по июнь.

## Развитие
Жизненный цикл вида длится один год. Кормовыми растения являются разные виды травянистых, например, представители родов: татарник (Onopordon), чертополох (Carduus), шалфей (Salvia), морковь (Daucus), ферула (Ferula) и др.

## Вариации
- Agapanthia irrorata var. granulosa Chevrolat
- Agapanthia irrorata var. integra Chevrolat
- Agapanthia irrorata var. nicaensis Chevrolat
- Agapanthia irrorata var. pubiventris Mulsant